# KK Park
KK Park (Chino: KK園區) es una fábrica de fraudes ubicada en Myawaddy, Myanmar. Situada junto al río Moei en la frontera entre Myanmar y Tailandia, el complejo es un importante centro de fraudes por Internet y trata de personas en la amplia región del Triángulo de Oro.
Trabajadores de toda el sudeste asiático han sido obligados a realizar estafas en línea, incluida la inversión en criptomonedas, y a soportar torturas y encarcelamientos ilegales. Una investigación de 2024 realizada por la cadena de televisión alemana Deutsche Welle, propiedad del estado alemán, descubrió que los trabajadores en KK Park son sometidos a jornadas laborales de 17 horas y son frecuentemente espiados, torturados y amenazados con asesinato al intentar huir del recinto.
Un representante del USIP afirmó que hasta julio de 2023, hay al menos 20 000 trabajadores dedicados a estafas en KK Park y un parque similar en Shwe Kokko.
El complejo fue construido entre 2019 y 2021, con construcciones adicionales en curso hasta 2023.
Se dice que el proyecto fue establecido conjuntamente por la Unión Nacional Karen (KNU), una organización armada étnica que controla partes del estado de Kayin, y empresas chinas afiliadas al líder de la tríada Wan Kuok-koi. La KNU ha estado bajo presión debido a su presunta participación en KK Park y otras actividades ilegales, y ha enfrentado demandas de renuncia por parte de algunos de sus miembros de alto rango. Antiguos trabajadores identificaron a soldados de las Fuerzas de la Guardia Fronteriza como presentes en el complejo.
La KNU ha anunciado que investigará a cinco de sus miembros acusados de tener conexiones con KK Park y que cooperará con China y Tailandia para eliminar la criminalidad en la zona fronteriza.